# Султанија Девлет Хатун
Девлет Хатун (османски турски: دولت خاتون; око 1361. - 23. јануара 1414) била је супруга султана Бајазита I и мајка Мехмеда I из Османског царства.

## Биографија
Девлет Хатун је била дванаеста и последња супруга османског султана Бајазита I и мајка Бајазитовог наследника Мехмеда I. Њено име у њеној вакфјији је регистровано као Даулат бинт-и Абд'Алах, што сугерише да је мајка Мехмеда I била нетурског порекла. Иако знак на њеној гробници говори да је Девлет била ћерка Гермијанидског (тј. Турчког) принца, она је била етнички нетурског порекла.
Девлет Хатун умрла је 23. јануара 1414. године и сахрањена је у гробници Девлет Хатун у Бурси.

## Мешање
Девлет Хатун, دولت خاتون, не треба мешати са ћерком кнеза Лазара из Србије, Милевом Оливером Лазаревић - Деспином Хатун, која се удала за Бајазита I после Косовске битке 1389. године.

## Галерија
Гробница Девлет Хатун.